# Nejvyšší úspěšnost zákroků na ZOH
Nejvyšší úspěšnost zákroků na ZOH je udělované ocenění pro brankáře s největší % úspěšností zákroků na ZOH.
| Rok                         | Vítěz             | %     |
| ZOH 2006                    | Antero Niittymäki | 95,1  |
| ZOH 2010                    | Ryan Miller       | 94,6  |
| ZOH 2014                    | Carey Price       | 97,2  |
| ZOH 2018                    | Jonas Hiller      | 95,6  |
| ZOH 2022                    | Patrik Rybár      | 96,58 |
| Zdroj na eliteprospects.com |                   |       |